# Тъстин (град, Калифорния)
Тъстин (на английски: Tustin) е град в окръг Ориндж, щата Калифорния, САЩ.
Тъстин е с население от 74825 жители (01/01/09) и обща площ от 29,5 km². Намира се на 43 m надморска височина. ЗИП кодовете му са 92780-92782, а телефонният му код е 714/949.